# 塞尔奈 (厄尔-卢瓦省)
塞尔奈（法語：Cernay，法語發音：[sɛʁnɛ] ⓘ）是法国厄尔-卢瓦省的一个市镇，属于沙特尔区。

## 地理
塞尔奈（48°23'4"N, 1°14'31"E）面积7.89 平方千米，位于法国中央-卢瓦尔河谷大区厄尔-卢瓦省，该省份为法国北部内陆省份，北起顺时针与厄尔省、伊夫林省、埃松省、卢瓦雷省、卢瓦-谢尔省、萨尔特省和奧恩省接壤。
与塞尔奈接壤的市镇（或旧市镇、城区）包括：弗兰塞、维勒邦、马尔谢维尔、奥莱。

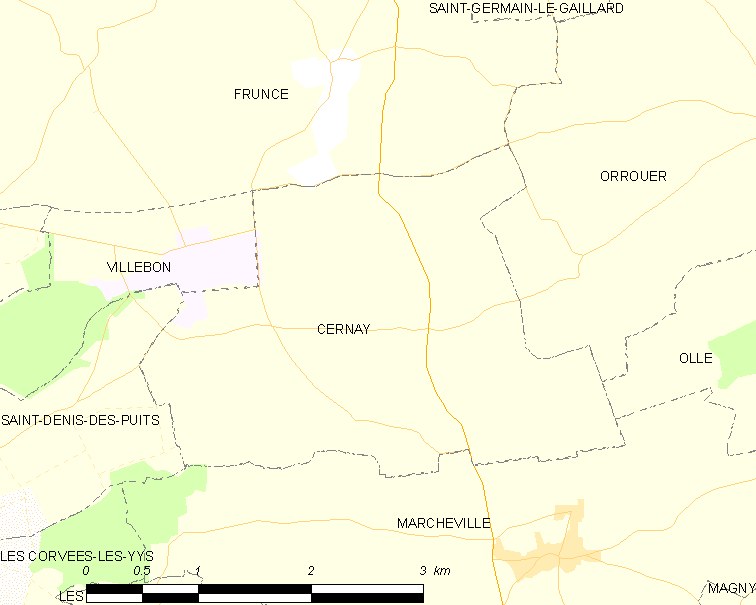
的OSM定位图

塞尔奈的时区为UTC+01:00、UTC+02:00（夏令时）。

## 行政
塞尔奈的邮政编码为28120，INSEE市镇编码为28067。

## 政治
塞尔奈所属的省级选区为伊利耶孔布赖县。

## 人口

1962-2008年间人口变化图示

塞尔奈于2022年1月1日时的人口数量为83人。